# Sciara tenompokensis
Sciara tenompokensis är en tvåvingeart som beskrevs av Edwards 1933. Sciara tenompokensis ingår i släktet Sciara och familjen sorgmyggor. Inga underarter finns listade i Catalogue of Life.